# آدریانا آمبزی
آدریانا آمبزی (ایتالیایی: Adriana Ambesi؛ ‏۱۸ آوریل ۱۹۴۰ – ۲۸ فوریه ۲۰۲۳) بازیگر اهل ایتالیا بود که در دههٔ ۱۹۶۰ میلادی فعالیت بیشتری داشت.
از فیلم‌ها یا مجموعه‌های تلویزیونی که وی در آن‌ها نقش داشته است، می‌توان به ده‌هزار دلار برای یک قتل‌عام و عشق به سبک ایتالیایی اشاره نمود.